# Liste des œuvres d'art de Maine-et-Loire
 (septembre 2022).
Cet article vise à recenser les œuvres d'art dans l'espace public de Maine-et-Loire, en France.

## Liste
Les œuvres sont classées par ordre alphabétique de communes et, au sein de celles-ci, par ordre chronologique d'installation, dans la mesure des informations disponibles.

### Sculptures
| Œuvre                                     | Auteur                   | Commune                   | Localisation                                | Notes                                        | Installation                            | Coordonnées                             | Illustration                            |
| ----------------------------------------- | ------------------------ | ------------------------- | ------------------------------------------- | -------------------------------------------- | --------------------------------------- | --------------------------------------- | --------------------------------------- |
|                                           |                          | Angers                    | Voir la liste des œuvres d'art d'Angers     | Voir la liste des œuvres d'art d'Angers      | Voir la liste des œuvres d'art d'Angers | Voir la liste des œuvres d'art d'Angers | Voir la liste des œuvres d'art d'Angers |
| La Fontaine d'Aubigné                     | Claudio Parmiggiani      | Aubigné-sur-Layon         | À déterminer                                |                                              | 2008                                    | à géolocaliser                          | Image manquante                         |
| Cheval blanc                              | À déterminer             | Allonnes                  | Place du Cheval-Blanc                       |                                              | À déterminer                            | 47° 17′ 36″ nord, 0° 01′ 21″ est        | Image manquante                         |
| Jacques Cathelineau                       | À déterminer             | Beaupréau-en-Mauges       | Le Pin-en-Mauges, place Jacques-Cathelineau | Représente Jacques Cathelineau.              | À déterminer                            | 47° 15′ 14″ nord, 0° 53′ 55″ ouest      | Image manquante                         |
| Jeanne d'Arc au sacre                     | Paul Aubert              | Beaupréau-en-Mauges       | Villedieu-la-Blouère, place Jeanne-d'Arc    | Représente Jeanne d'Arc.                     | À déterminer                            | 47° 08′ 51″ nord, 1° 03′ 46″ ouest      | Image manquante                         |
| Jean Guérin de Fontaine                   | À déterminer             | Les Bois d'Anjou          | Fontaine-Guérin, place de l'Église          |                                              | 1894                                    | 47° 29′ 12″ nord, 0° 11′ 20″ ouest      | Image manquante                         |
| La Chemillette                            | Laurent Moriceau         | Chemillé-en-Anjou         | Chemillé                                    |                                              | 2006                                    | à géolocaliser                          | Image manquante                         |
| Jeanne d'Arc                              | À déterminer             | Cholet                    | Le Puy-Saint-Bonnet, rue Jeanne-d'Arc       | Représente Jeanne d'Arc.                     | À déterminer                            | 47° 00′ 04″ nord, 0° 53′ 27″ ouest      | Image manquante                         |
| Monument à Roland Garros                  | F. Dupré                 | Cholet                    | La Papinière                                | Représente Roland Garros.                    | À déterminer                            | à géolocaliser                          | Image manquante                         |
| Buste de Jean-Baptiste Müller             | Julien Toussaint Roux    | Denée                     | Sur la place Muller                         |                                              | 1858                                    | 47° 22′ 43″ nord, 0° 36′ 27″ ouest      | Buste de Jean-Baptiste Müller           |
| Monument à René Gasnier                   | René Grégoire            | Rochefort-sur-Loire       | La Haie-Longue                              | Représente René Gasnier.                     | 1923                                    | 47° 20′ 38″ nord, 0° 41′ 30″ ouest      | Image manquante                         |
| Buste d'Armand Brousse                    | À déterminer             | Saint-Melaine-sur-Aubance | À déterminer                                |                                              | À déterminer                            | 47° 22′ 15″ nord, 0° 29′ 49″ ouest      | Buste d'Armand Brousse                  |
| Chimère III                               | Emmanuel Kieffer         | Saumur                    | Hôtel de ville                              |                                              | 2015                                    | 47° 15′ 36″ nord, 0° 04′ 33″ ouest      | Image manquante                         |
| Dienekès mourant aux Thermopyles          | Alfred Lepère            | Saumur                    | Jardin des plantes                          | Représente Dienekès.                         | À déterminer                            | à géolocaliser                          | Image manquante                         |
| Statue d'Aristide Aubert du Petit-Thouars | Albert Jouanneault       | Saumur                    | Place Dupetit-Thouars                       | Représente Aristide Aubert du Petit-Thouars. | À déterminer                            | 47° 15′ 28″ nord, 0° 04′ 45″ ouest      | Aristide Dupetit-Thouars                |
| La Loire                                  | Robert Juvin             | Saumur                    | À déterminer                                |                                              | À déterminer                            | 47° 15′ 38″ nord, 0° 04′ 30″ ouest      | Image manquante                         |
| Statue d'Alfred de Falloux                | Louis Noël               | Segré-en-Anjou Bleu       | Le Bourg-d'Iré                              | Représente Alfred de Falloux.                | 1912                                    | 47° 40′ 44″ nord, 0° 58′ 06″ ouest      | Alfred de Falloux                       |
| Jeanne d'Arc                              | Alexandre-Mathurin Pêche | Segré-en-Anjou Bleu       | Châtelais, place de l'Église                | Représente Jeanne d'Arc.                     | À déterminer                            | 47° 45′ 31″ nord, 0° 55′ 35″ ouest      | Image manquante                         |
| Statue équestre de Jeanne d'Arc           | Mathurin Moreau          | Sèvremoine                | Saint-Germain-sur-Moine, place de l'Église  | Représente Jeanne d'Arc.                     | À déterminer                            | 47° 07′ 08″ nord, 1° 07′ 27″ ouest      | Statue équestre de Jeanne d'Arc         |
| Le Fendeur                                | Eugène Perrotte          | Trélazé                   | À déterminer                                |                                              | 2006                                    | 47° 26′ 48″ nord, 0° 29′ 21″ ouest      | Image manquante                         |
| Monument à Ludovic Ménard,                | À déterminer             | Trélazé                   | Avenue de la République                     | Représente Ludovic Ménard.                   | 1939                                    | 47° 26′ 45″ nord, 0° 29′ 36″ ouest      | Image manquante                         |
| Artcheval                                 | Christian Renonciat      | Vivy                      | La Ronde                                    |                                              | 1998                                    | 47° 19′ 27″ nord, 0° 02′ 05″ ouest      | Image manquante                         |

### Monuments aux morts
| Œuvre                                                       | Auteur                                 | Commune             | Localisation                                                                                  | Notes                                            | Installation                            | Coordonnées                             | Illustration                                 |
| ----------------------------------------------------------- | -------------------------------------- | ------------------- | --------------------------------------------------------------------------------------------- | ------------------------------------------------ | --------------------------------------- | --------------------------------------- | -------------------------------------------- |
|                                                             |                                        | Angers              | Voir la liste des œuvres d'art d'Angers                                                       | Voir la liste des œuvres d'art d'Angers          | Voir la liste des œuvres d'art d'Angers | Voir la liste des œuvres d'art d'Angers | Voir la liste des œuvres d'art d'Angers      |
| Le Poilu victorieux (monument aux morts)                    | Copie d'après Eugène Bénet             | Chalonnes-sur-Loire | À déterminer                                                                                  |                                                  | À déterminer                            | à géolocaliser                          | Image manquante                              |
| Monument aux morts de 14-18                                 | Auguste Maillard                       | Cholet              | Boulevard du Général-Faidherbe, devant la gare                                                |                                                  | 1925                                    | à géolocaliser                          | Image manquante                              |
| Poilu au repos (monument aux morts)                         | Copie d'après Étienne Camus            | Corné               | Sur un parking, entre la rue des moulins et la rue de Bellevue, près de l'église saint Blaise |                                                  | 1921                                    | à géolocaliser                          | Image manquante                              |
| Poilu au repos (monument aux morts)                         | Copie d'après Étienne Camus            | Cuon                | Sur la place de l'église                                                                      |                                                  | 1923                                    | à géolocaliser                          | Image manquante                              |
| Poilu étreignant le drapeau avec croix (monument aux morts) | Copie d'après Charles-Eugène Breton    | Jallais             | Dans le cimetière                                                                             |                                                  |                                         | à géolocaliser                          | Image manquante                              |
| Poilu au repos (monument aux morts)                         | Copie d'après Étienne Camus            | La Tessoualle       | À l'intersection de la rue de la Vendée et la rue Saint-Joseph, devant la bibliothèque        | Érigé[Où ?] en 1921.                             | À déterminer                            | à géolocaliser                          | Image manquante                              |
| La Victoire en chantant (monument aux morts)                | Copie d'après Charles Édouard Richefeu | Le May-sur-Èvre     | Intersection de la rue Saint-Louis et de la rue de l'Abbé Dupé, près de l'église Saint-Michel | Le piédestal vide du monument est érigé en 1922. | 1931                                    | à géolocaliser                          | La Victoire en chantant (monument aux morts) |
| Le Poilu victorieux (monument aux morts)                    | Copie d'après Eugène Bénet             | Mazé                | À déterminer                                                                                  |                                                  | À déterminer                            | à géolocaliser                          | Image manquante                              |
| La Victoire en chantant (monument aux morts)                | Copie d'après Charles Édouard Richefeu | Montreuil-Bellay    | Avenue Duret                                                                                  |                                                  | À déterminer                            | à géolocaliser                          | Image manquante                              |
| Le Poilu victorieux (monument aux morts)                    | Copie d'après Eugène Bénet             | Vihiers             | À déterminer                                                                                  |                                                  | À déterminer                            | à géolocaliser                          | Image manquante                              |

### Fontaines
| Œuvre    | Auteur       | Commune       | Localisation                            | Notes                                   | Installation                            | Coordonnées                             | Illustration                            |
| -------- | ------------ | ------------- | --------------------------------------- | --------------------------------------- | --------------------------------------- | --------------------------------------- | --------------------------------------- |
|          |              | Angers        | Voir la liste des œuvres d'art d'Angers | Voir la liste des œuvres d'art d'Angers | Voir la liste des œuvres d'art d'Angers | Voir la liste des œuvres d'art d'Angers | Voir la liste des œuvres d'art d'Angers |
| Fontaine | À déterminer | La Séguinière | Devant la mairie                        |                                         | À déterminer                            | à géolocaliser                          | Fontaine                                |

### Œuvres disparues ou retirées
| Œuvre | Auteur | Commune | Localisation                            | Notes                                   | Installation                            | Coordonnées                             | Illustration                            |
| ----- | ------ | ------- | --------------------------------------- | --------------------------------------- | --------------------------------------- | --------------------------------------- | --------------------------------------- |
|       |        | Angers  | Voir la liste des œuvres d'art d'Angers | Voir la liste des œuvres d'art d'Angers | Voir la liste des œuvres d'art d'Angers | Voir la liste des œuvres d'art d'Angers | Voir la liste des œuvres d'art d'Angers |